# Roman Rencki
Roman Rencki, pierwotnie Kamyk (ur. 19 lipca 1867 w Rzeszowie, zm. 4 lipca 1941 we Lwowie) – polski lekarz, profesor Uniwersytetu Lwowskiego, członek Polskiej Akademii Umiejętności.

## Życiorys
Pochodził z rodziny chłopskiej, był synem Jana Kamyka i Rozalii; nazwisko Kamyk zmienił na Rencki w 1894. Ukończył gimnazjum w Rzeszowie, w latach 1885–1890 studiował medycynę na Uniwersytecie Jagiellońskim. Pod kierunkiem Władysława Antoniego Gluzińskiego obronił w 1894 doktorat wszech nauk lekarskich, był następnie asystentem kliniki internistycznej UJ. Brał aktywny udział w walce z epidemią cholery w Krakowie w 1894. W 1897 wspólnie z Gluzińskim przeniósł się na Uniwersytet Lwowski, gdzie był asystentem kliniki internistycznej, a w 1902 habilitował się (praca O czynności żołądka przy wrzodzie i zwężeniu dobrotliwym po zabiegach operacyjnych) i został docentem. W 1907 otrzymał nominację na profesora nadzwyczajnego, a w 1920 na profesora zwyczajnego i kierownika I i II kliniki internistycznej we Lwowie; w latach 1924–1926 był dziekanem Wydziału Lekarskiego. Ponadto kierował oddziałem chorób wewnętrznych szpitala powszechnego we Lwowie (1897–1920). Wobec przekroczenia wieku emerytalnego przez pewien czas pracował za specjalną zgodą Ministerstwa Wyznań Religijnych i Oświecenia Publicznego; w październiku 1939 został przeniesiony na emeryturę przez władze radzieckie i wkrótce aresztowany pod zarzutem, że finansowo wspierał polską konspirację niepodległościową. Przebywał w więzieniu aż do wybuchu wojny niemiecko-sowieckiej. Uratował się wprawdzie przed rzezią więźniów przeprowadzoną przez NKWD zbiegając wraz z ojcem Rafałem Kiernickim z więzienia Brygidki, ale kilka dni później – w nocy z 3 na 4 lipca 1941 został aresztowany przez Niemców i bez sądu zamordowany wraz z grupą 25 polskich profesorów i członków ich rodzin na Wzgórzach Wuleckich. Obok Adama Sołowija był jednym z najstarszych zamordowanych profesorów.
W 1934 został powołany na członka korespondenta Polskiej Akademii Umiejętności. Przez pewien czas pełnił funkcję prezesa Lwowskiego Towarzystwa Lekarskiego (później został jego członkiem honorowym); członkostwem honorowym wyróżniły go Towarzystwa Lekarskie w Lublinie i Częstochowie. Był również filistrem honorowym Korporacji Aragonia. Wspierał materialnie lwowskich studentów medycyny. Był członkiem wydziału honorowego klubu sportowego LKS Pogoń Lwów. Został odznaczony m.in. Krzyżem Komandorskim Orderu Odrodzenia Polski (11 listopada 1937).
Z małżeństwa z Pauliną z Brodów miał troje dzieci – synów Zygmunta (lekarza) i Lesława (prawnika) oraz córkę Marię (I voto Dąbrowską, II voto Dubanowiczową).
W pracy naukowej zajmował się hematologią, gastrologią oraz takimi chorobami, jak białaczka, gruźlica czy malaria. Doprowadził do wysokiego poziomu dom zdrojowy w Morszynie, organizował sanatoria przeciwgruźlicze dla młodzieży akademickiej. W Morszynie ufundował niewielki kościół. Miał liczne grono uczniów (m.in. Jan Grek).

## Publikacje
- O wartości odżywczej i leczniczej mleka (1898)
- Trzy przypadki rwy kulszowej, leczone za pomocą pędzlowania skóry zagęszczonym kwasem solnym (1898)
- Barwione preparaty pasożytów zimnicy trzeciaczkowej (1898)
- O leczeniu gruźlicy przetworami złota (1926)
- O obrazie klinicznym grypy hiszpańskiej (1918)
- O policytemii (1907)